# Jaume Pedrós
Jaume Pedrós (La Fuliola, 1958/59 - 26 de febrer de 2017) va ser un dibuixant català.

## Biografia
Pedrós va ser el creador de l'emblema de la Transició espanyola «Llibertat d’expressió», la coneguda imatge d'una careta blanca amb la boca ratllada per una línia roja, dissenyada l'any 1977, quan era estudiant de Belles Arts i membre del col·lectiu artístic «L'art per a tothom».
La idea va sorgir arran de la presentació de l'obra de teatre La Torna, una peça que representava de forma metafòrica els últims dies i l'execució de l'anarquista Salvador Puig i Antich el 1974. La representació teatral del 1977 mostrava una farsa en la qual tots els personatges, excepte la víctima, Georg Michael Welzel, actuaven amb el rostre tapat amb caretes.

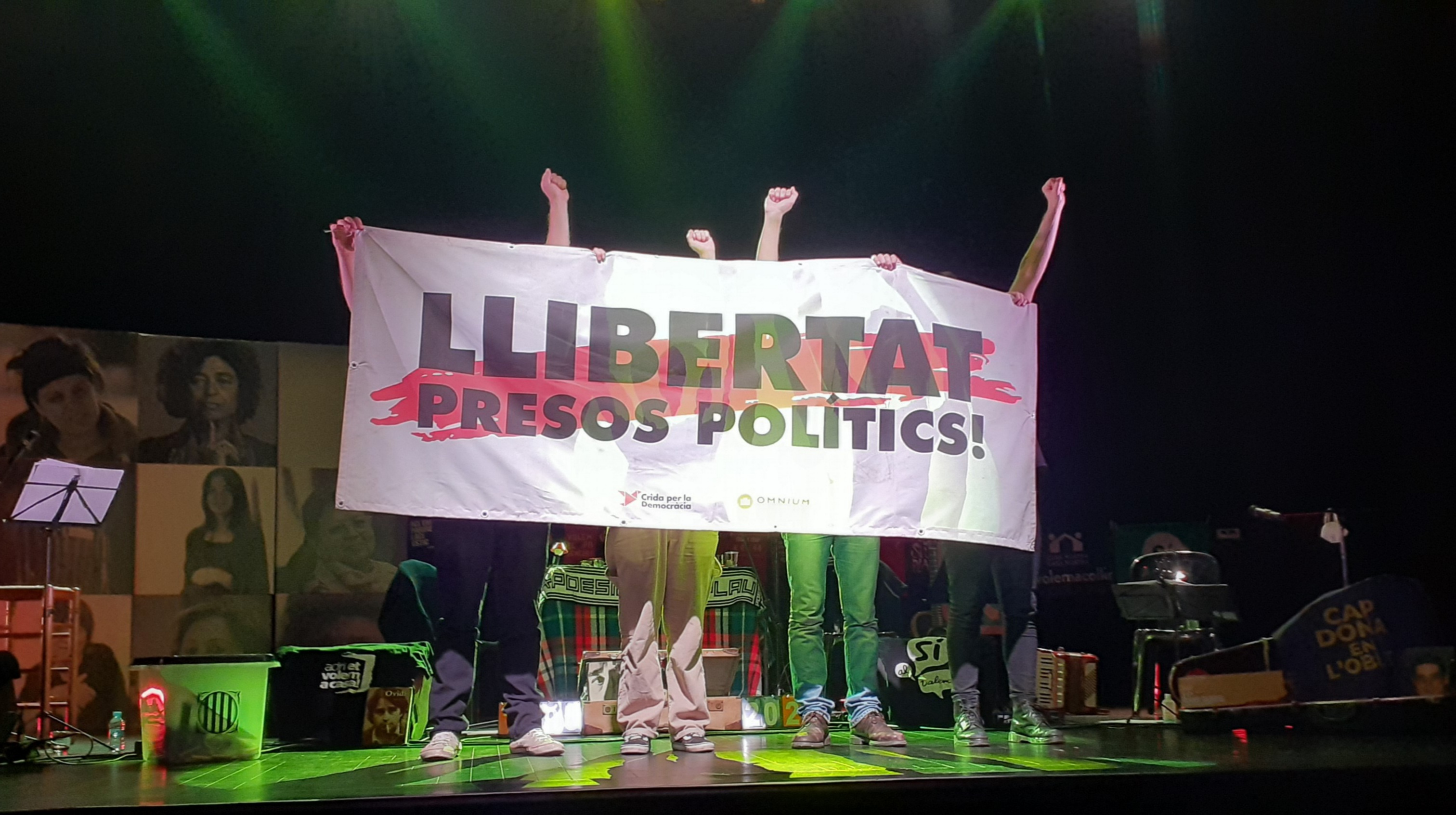
Concert d'Ovidi4 al Teatre Municipal de Balaguer amb la pancarta inspirada en el dibuix de Pedrós

Es tractava d'una obra de teatre compromès políticament, del moviment artístic conegut amb el nom de teatre independent i sorgit en els primers moments de la democràcia, quan la censura feia els seus últims cops de cua. Després de la presentació de obra, primer a Barbastre i després a Reus, alguns membres de la companyia teatral d'Els Joglars van ser empresonats. Aquest fet va donar peu a una campanya ciutadana en defensa de la llibertat d'expressió i en suport al grup de teatre, que s'enfrontava a un consell de guerra, que va tenir com a símbol la màscara dissenyada per Pedrós. Arran de l'empresonament dels presos polític l'octubre de 2017, es va recuperar el traç de tinta que li tapa la boca en xapes i domassos.
Posteriorment, Pedrós publicà tires còmiques per a diferents diaris, entre els quals Segre l'any 1985, amb el seu personatge Irene. Va treballar també per a l'Editorial Bruguera. Va morir a l'edat de 59 anys.